# اشلیی کلر-کرنی
اشلیی کلر-کرنی (به انگلیسی: Ashleigh Clare-Kearney) ژیمناست زادهٔ - میلادی اهل کشور ایالات متحده آمریکا است.